# George Bulyea

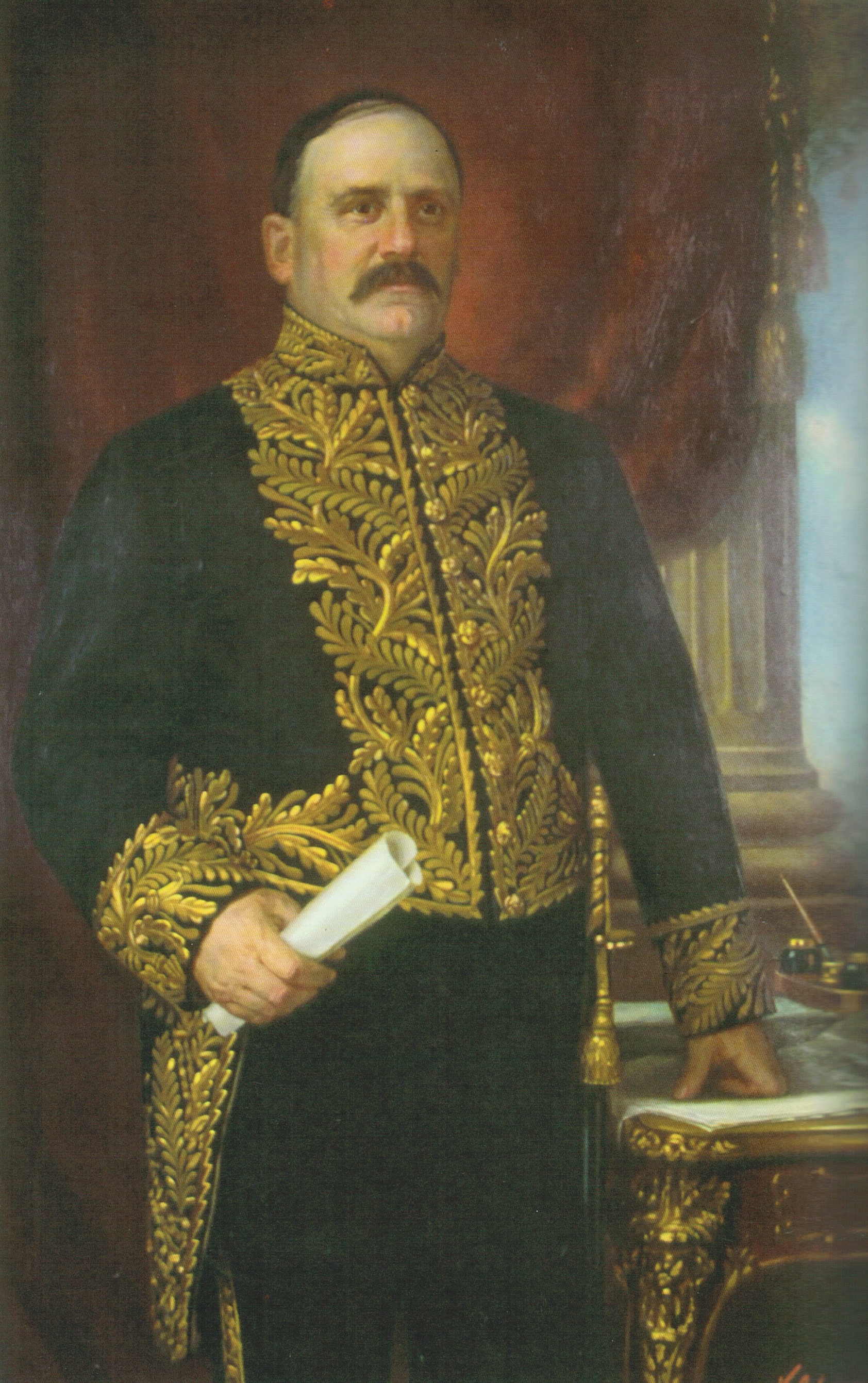
George Bulyea

George Hedley Vicars Bulyea (* 17. Februar 1859 in Gagetown, New Brunswick; † 22. Juni 1928 in Peachland, British Columbia) war ein kanadischer Politiker. Von 1905 bis 1915 war er der erste Vizegouverneur der Provinz Alberta.

## Biografie
Nachdem Bulyea die Gagetown Grammar School erfolgreich abgeschlossen hatte, schrieb er sich 1878 an der University of New Brunswick im Fach Kunst ein. Er beendete sein Studium im Range eines Bachelors und war darüber hinaus Bester in den Fächern Mathematik und Französisch, wofür er Auszeichnungen erhielt. Am 29. Januar 1889 heiratete Bulyea in New Brunswick Annie Blanche Babbit. Er hatte mit ihr einen Sohn, der jedoch schon im Alter von fünfzehn Jahren verstarb. 1892 zog er mit seiner Frau in den Westen Kanadas, lebte zunächst ein Jahr lang in Winnipeg und ließ sich dann in Qu’Appelle nieder. Bis 1907 war er dort im Möbel-, Mehl- und Futterhandel beschäftigt.
Seine politische Karriere begann im Jahr 1891. Damals kandidierte er bei den Wahlen für die Legislativversammlung der Nordwest-Territorien. Er war im Wahlkreis Qu’Appelle erfolgreich und schaffte 1894 die Wiederwahl. Am 7. Oktober 1897 wurde er in den Exekutivrat der Nordwest-Territorien berufen, der die Aufgabe hatte, die Gebiete, die etwa dem heutigen Alberta, Saskatchewan und Yukon entsprechen, zu verwalten. Bei einer erneuten Wahl nur drei Wochen später konnte sich Bulyea wieder durchsetzen. 1898 folgte Bulyeas Ernennung zum Sonderbeauftragten. Dieses Amt hatte er bis 1905 inne, als die Provinzen Alberta und Saskatchewan erschaffen wurden. Frederick Haultain, Premierminister der Nordwest-Territorien, ernannte ihn 1899 zum Landwirtschaftsminister. Nachdem er 1902 wiederum gewählt worden war, diente er ab 1903 als Beauftragter für Infrastrukturbauten.
Gemäß der Empfehlung von Wilfrid Laurier, dem Premierminister Kanadas, ernannte Generalgouverneur Albert Grey, 4. Earl Grey Bulyea zum Vizegouverneur der neuen Provinz Alberta. Dieses Amt, das den Höhepunkt seiner Karriere darstellte, trat er am 1. September 1905 an, dem Tag der Provinzgründung. 1910 wurde er für eine weitere Amtszeit bestätigt und trat schließlich am 20. Oktober 1915 zurück.
Er starb am 22. Juli 1928 in Peachland und wurde auf dem Friedhof von Qu’Appelle beigesetzt.